# Ремесленный
Ремесленный — посёлок в Новосибирском районе Новосибирской области России. Входит в состав Новолуговского сельсовета.

## География
Площадь посёлка — 3 гектара.

## Население
| 2002 | 2007 | 2010 |
| ---- | ---- | ---- |
| 54   | ↗71  | ↘67  |

## Инфраструктура
В посёлке по данным на 2007 год отсутствует социальная инфраструктура.